# ميدلتاون ،مقاطعة ديلاوير (نيويورك)
ميدلتاون، مقاطعة ديلاوير (بالإنجليزية: Middletown, Delaware County, New York)‏ هي بلدة أمريكية تقع في الولايات المتحدة في مقاطعة ديلاوير. يقدر عدد سكانها بـ 3,750 نسمة ومساحتها 251.9 كم2 وترتفع عن سطح البحر 410 متر.